# Česká republika na 1. místě!
Česká republika na 1. místě! (zkratka ČR1) je české politické hnutí založené v roce 2023 aktivistou Ladislavem Vrabelem.

## Historie
Hnutí bylo založeno jako pokračování protestního hnutí zformovaného na podzim 2020 během pandemie covidu-19, které se vymezovalo proti některým krokům a opatřením vlády. Sám Vrabel za „proticovidové“ hnutí Otevřeme Česko normálnímu životu kandidoval v roce 2021 v parlamentních volbách a v roce 2022 v komunálních volbách.
Po odeznění pandemie a začátku ruské invaze na Ukrajinu se v září 2022 konala demonstrace Česká republika na 1. místě!, následovaná obdobnými demonstracemi za „mír a svobodu slova“ v roce 2023 i 2024. Hnutí v nich, podobně jako ostatní protivládní projekty (např. Rajchlovo PRO 2022), kritizovalo zejména vládu Petra Fialy nebo Evropskou unii. Mezi jeho dalšími cíli je zachování české koruny, vypsání referenda o setrvání Česka v EU, či svoboda projevu bez cenzury.
Ve volbách do PSP ČR v roce 2025 budou za hnutí kandidovat členové SPR-RSČ Miroslava Sládka včetně jejího předsedy, který je lídrem kanidátky v Moravskoslezském kraji. Lídryní kandidátky v Královéhradeckém kraji je předsedkyně spolku Československé mírové fórum Vladimíra Vítová. Předseda hnutí Ladislav Vrabel vede kandidátku ve Středočeském kraji.

## Volební výsledky

### Evropský parlament
| Volby | Hlasy | Hlasy | Mandáty | Mandáty | Pozice |
| Volby | Abs.  | %     | Abs.    | ±       | Pozice |
| ----- | ----- | ----- | ------- | ------- | ------ |
| 2024  | 6 897 | 0,23  | 0/21    | ▬ 0.    | ▬ 17.  |